# Spirapril

Função Orgânica do medicamento Spirapril.

Spirapril é um medicamento do tipo inibidor da enzima de conversão da angiotensina (IECA) usado em tratamento de hipertensão arterial..